# 송창식 (1900년)
송창식(宋昌植, 1900년 7월 4일 이천 ~ 1969년 11월 20일)은 대한민국의 정치인이다.    
1900년 7월 4일,경기도 이천에서 3남 1녀 중 장남으로 태어났다. 아버지 송전호(宋畑岵)는 3.1운동을 하다 일본순찰에게 끌려가 사망했고 어머니 김정분(金酊汾)과 큰동생 송정기(宋玎伎), 둘째동생 송정순(宋玎瞬)도  중국에서 독립운동을 했다는 이유로 수용소에서 죽음을 맞았다. 동생 송창두(宋窓頭)도 독립운동에 참여한 이력이 있으며 해방 후 월북했다.    
송창식은 1949년 지역구 국회의원에 당선되었으나 이듬해 한국전쟁이 터졌고 같은 해 7월 29일 의용군에게 끌려갔으며 수용소에서 3년간 있다가 1953년 8월 12일 수용소를 나왔다.     
이후 송창식은 동생 가족과 뭉쳤으나 심혈관질환으로 쓰러졌다. 수술비가 없어 동생 송창두 가족이 십만원을 병원비로 충당했으며 송창식은 뇌경색, 위궤양, 흉선암, 저혈압, 고혈압, 당뇨 등의 지병으로 1969년 11월 20일 70세로 사망한다. 작고 전인 1965년 4월 10일 유언으로 동생 가족에게 고향땅을 너무 욕하지 말라고 남겼으며, 떠나가지도 않은 실향의 아픔으로 뇌경색과 당뇨, 저혈압, 고혈압, 심혈관질환이 악화돼 4년간 의식불명 상태에 빠졌다고 알려져 있다.    

## 역대 선거 결과
| 실시년도 | 선거   | 대수 | 직책     | 선거구      | 정당               | 득표수   | 득표율          | 순위 | 당락 | 비고 |
| -------- | ------ | ---- | -------- | ----------- | ------------------ | -------- | --------------- | ---- | ---- | ---- |
| 1948년   | 총선   | 1대  | 국회의원 | 경기 이천군 | 대한독립촉성국민회 | 10,383표 | \| \| 32.46% \| | 1위  |      | 초선 |
|          | 32.46% |      |          |             |                    |          |                 |      |      |      |

## 참고 자료
- 《대한민국 의정총람》, 국회의원총람발간위원회, 1994년
- 송창식 - 대한민국헌정회